# Nevada (Missouri)
Nevada is een plaats (city) in de Amerikaanse staat Missouri, en valt bestuurlijk gezien onder Vernon County.

## Demografie
Bij de volkstelling in 2000 werd het aantal inwoners vastgesteld op 8607.
In 2006 is het aantal inwoners door het United States Census Bureau geschat op 8479, een daling van 128 (-1,5%).

## Geografie
Volgens het United States Census Bureau beslaat de plaats een oppervlakte van
23,3 km², waarvan 23,1 km² land en 0,2 km² water. Nevada ligt op ongeveer 268 m boven zeeniveau.

## Plaatsen in de nabije omgeving
De onderstaande figuur toont nabijgelegen plaatsen in een straal van 20 km rond Nevada.

## Geboren in Nevada
- John Huston (1906-1987), filmregisseur en acteur
- Sue Thompson (1926-2021), zangeres